# Eva Švankmajerová
Eva Švankmajerová, nata Dvořáková (Kostelec nad Černými lesy, 25 settembre 1940 – Praga, 20 ottobre 2005), è stata un'artista, poetessa e scenografa ceca, moglie e collaboratrice del regista Jan Švankmajer.

## Biografia
Nata a Kostelec nad Černými lesy in una famiglia borghese, in piena età adolescenziale si trasferisce a Praga, dove studierà alla Accademia della arti e dello spettacolo. Dopo aver studiato disegno, tra gli anni '50 e '60 iniziò a studiare scenografia presso il Dipartimento di marionette dell'Accademia delle arti dello spettacolo. Nel 1960 incontra il regista Jan Švankmajer. I due si sposeranno tre anni dopo e dal loro matrimonio nacquero due figli: Veronika e Václav.
Da quel momento lavorò sempre a fianco del marito come collaboratrice artistica nei suoi cortometraggi e film.
Muore il 20 ottobre 2005 all'età di 65 anni, per un cancro al seno.

## Filmografia
- Alice, regia di Jan Švankmajer (1988) - collaboratrice artistica
- Cospiratori del piacere, regia di Jan Švankmajer (1996) - collaboratrice artistica
- Otesánek, regia di Jan Švankmajer (2000) - collaboratrice artistica
- Šílení, regia di Jan Švankmajer (2005) - collaboratrice artistica